# Francesc Quintana
Francesc de Paula Quintana i Vidal (Barcelona, 19 de abril de 1892 - ibídem, 28 de junio de 1966) fue un arquitecto español.

## Biografía
Titulado en 1918, aquel mismo año fue contratado por Antoni Gaudí como ayudante en las obras del Templo Expiatorio de la Sagrada Familia, el magno proyecto en el que trabajaba Gaudí desde 1883. Su cometido era la elaboración de planos y dibujos y la organización del trabajo en los diversos talleres del templo. A la muerte de Gaudí en 1926 pasó a ser ayudante de Domingo Sugrañes, el nuevo director de las obras, mano derecha del arquitecto reusense desde 1914. En 1927 coordinó la exposición en homenaje a su maestro realizada en el primer aniversario de su fallecimiento, en la Sala Parés de Barcelona. Ese año publicó en el número 6 de la revista La Ciutat i la Casa un artículo titulado Las formas alabeadas del Templo de la Sagrada Familia.
Entre 1936 y 1937 se encargó de la reedificación de las Escuelas de la Sagrada Familia, incendiadas al inicio de la guerra civil española. En 1938, a la muerte de Sugrañes, le sucedió en la dirección de las obras de la Sagrada Familia. Sus primeras tareas fueron la restauración de la cripta, que había sido incendiada en la contienda civil, así como de las maquetas dejadas por Gaudí para la continuación de las obras. En colaboración con Isidre Puig i Boada y Lluís Bonet i Garí fue el responsable de la nueva fachada de la Pasión, iniciada en 1956. Su último informe de obras para el templo fue en noviembre de 1964.
Al margen del templo gaudiniano, trabajó para la Caja de Ahorros de la Diputación de Barcelona, para la que proyectó diversas casas de alquiler de estilo novecentista en las calles Córcega 200, Muntaner 153 y Menéndez y Pelayo 10, de Barcelona, así como unas casas de veraneo en Centellas. También realizó diversos edificios de viviendas en Barcelona, de estilo clasicista, aunque pasada la Guerra Civil hizo alguna incursión en el Movimiento Moderno, como la casa de la calle Loreto esquina avenida de Sarrià. En 1935 elaboró un anteproyecto de sacristía para la iglesia de los Agustinos Recoletos en Río de Janeiro, que no se llevó a cabo.
Fue socio del Real Círculo Artístico, y autor de la obra El hierro forjado español (1928).